# Casa pairal al carrer Major, 5 (Llimiana)
La Casa pairal al carrer Major, 5 és un edifici del municipi de Llimiana (Pallars Jussà) inclòs a l'Inventari del Patrimoni Arquitectònic Català.

## Descripció
Antic edifici entre mitgeres, amb lateral donant a un eixamplament del carrer. Cobert a dues vessants, amb teula àrab, i carener principal paral·lel al carrer Major. La façana, feta amb carreus de pedra del país, perfectament encaixats, destaca pel portal adovellat i la composició simètrica que fa de balconet, amb motllures i efígie a sobre de la llinda i forat triangular lobulat a cada costat, rematant-se tot el conjunt per un senzill ràfec superior.

## Història
1783 és la data inscrita a la llinda de la porta.